# Estivaux
Cet article possède un paronyme, voir Estibeaux.
Estivaux (Estivau en occitan) est une commune française située dans le département de la Corrèze en région Nouvelle-Aquitaine. Ses habitants sont des Estivaloises et Estivalois.

## Géographie

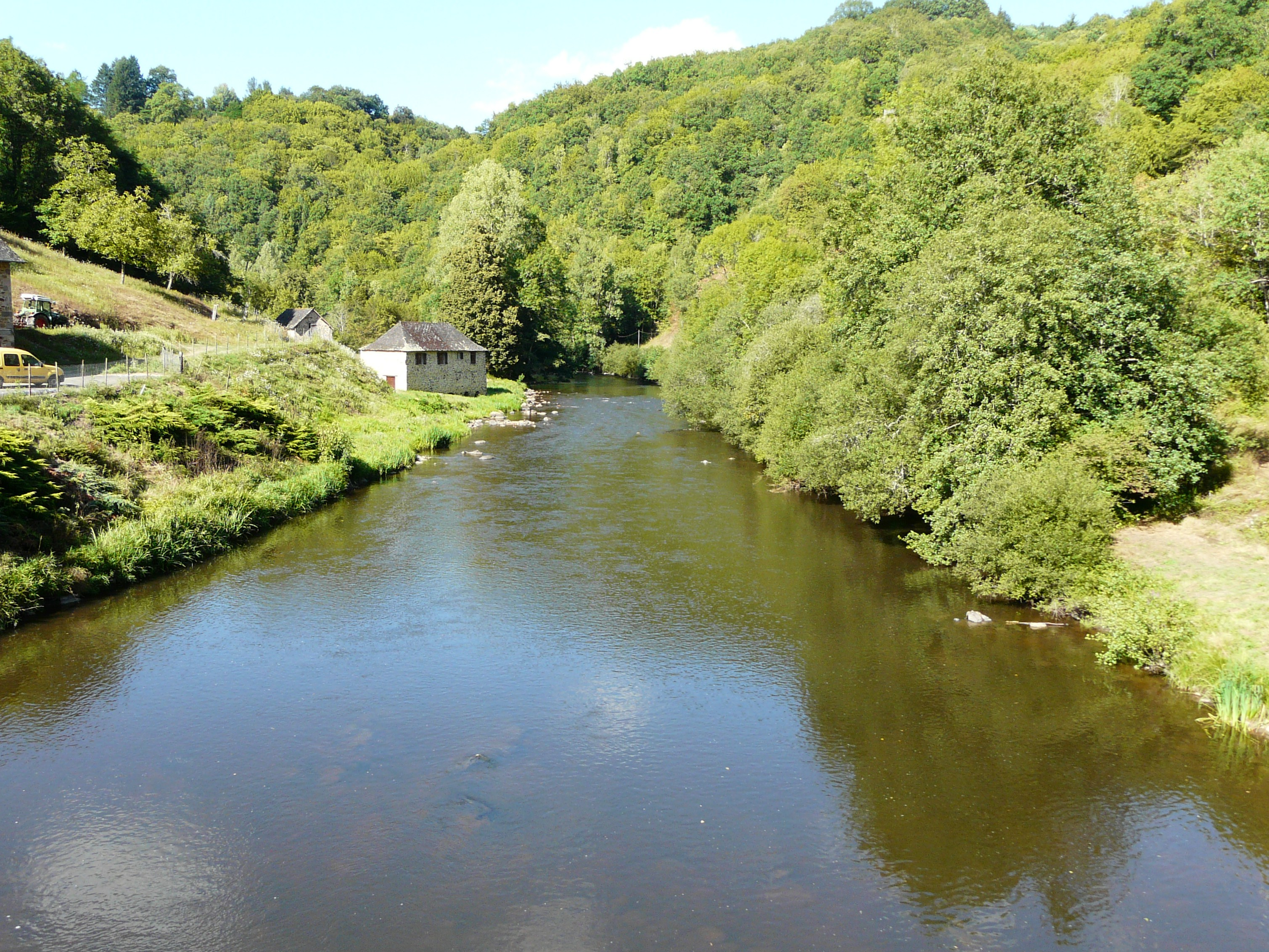
La Vézère en limites d'Orgnac-sur-Vézère à gauche, et Estivaux à droite.

Commune située sur la Vézère, à 9 km à l'ouest de Perpezac-le-Noir et sur la ligne Paris-Toulouse entre Vigeois et Allassac.
Lieux-dits et hameaux situés sur la commune : le Mons, Freyssinet, Cessac, Pouch, Chatras, le Theil, la Barrière, le Mas...

### Communes limitrophes
Estivaux est limitrophe de six autres communes.
Les communes limitrophes sont Allassac, Orgnac-sur-Vézère, Perpezac-le-Noir, Saint-Bonnet-l'Enfantier, Vigeois et Voutezac.
| Orgnac-sur-Vézère | Vigeois  | Perpezac-le-Noir         |
|                   | Estivaux |                          |
| Voutezac          | Allassac | Saint-Bonnet-l'Enfantier |

### Climat
Pour des articles plus généraux, voir Climat de la Nouvelle-Aquitaine et Climat de la Corrèze.
Historiquement, la commune est exposée à un climat océanique aquitain.  
En 2020, Météo-France publie une typologie des climats de la France métropolitaine dans laquelle la commune est dans une zone de transition entre le climat océanique altéré et le climat de montagne et est dans la région climatique  Ouest et nord-ouest du Massif Central, caractérisée par une pluviométrie annuelle de 900 à 1 500 mm, maximale en automne et en hiver.
Pour la période 1971-2000, la température annuelle moyenne est de 11,5 °C, avec  une amplitude thermique annuelle de 15,1 °C. Le cumul annuel moyen de précipitations est de 1 131 mm, avec 12,7 jours de précipitations en janvier et 7,5 jours en juillet. Pour la période 1991-2020, la température moyenne annuelle observée sur la station météorologique la plus proche, située sur la commune de Voutezac à 4 km à vol d'oiseau, est de 12,2 °C et le cumul annuel moyen de précipitations est de 1 014,2 mm,. Pour l'avenir, les paramètres climatiques de la commune estimés pour 2050 selon différents scénarios d’émission de gaz à effet de serre sont consultables sur un site dédié publié par Météo-France en novembre 2022.

## Urbanisme

### Typologie
Au 1er janvier 2024, Estivaux est catégorisée commune rurale à habitat très dispersé, selon la nouvelle grille communale de densité à 7 niveaux définie par l'Insee en 2022.
Elle est située hors unité urbaine. Par ailleurs la commune fait partie de l'aire d'attraction de Brive-la-Gaillarde, dont elle est une commune de la couronne,. Cette aire, qui regroupe 80 communes, est catégorisée dans les aires de 50 000 à moins de 200 000 habitants,.

### Occupation des sols
L'occupation des sols de la commune, telle qu'elle ressort de la base de données européenne d’occupation biophysique des sols Corine Land Cover (CLC), est marquée par l'importance des territoires agricoles (63,6 % en 2018), en augmentation par rapport à 1990 (62,7 %). La répartition détaillée en 2018 est la suivante : 
zones agricoles hétérogènes (40,8 %), forêts (36,4 %), prairies (22,8 %).
L'évolution de l’occupation des sols de la commune et de ses infrastructures peut être observée sur les différentes représentations cartographiques du territoire : la carte de Cassini (XVIIIe siècle), la carte d'état-major (1820-1866) et les cartes ou photos aériennes de l'IGN pour la période actuelle (1950 à aujourd'hui).

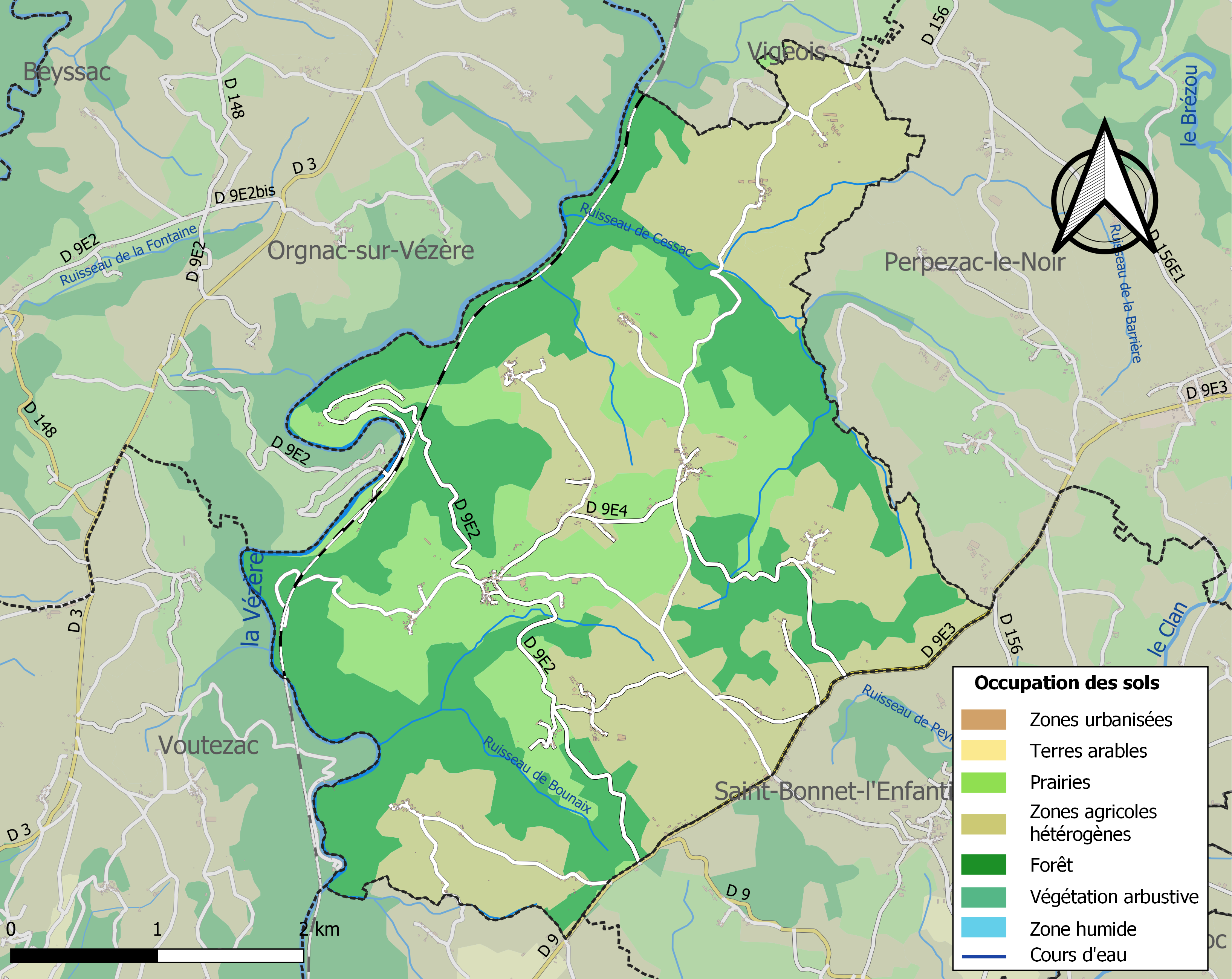
Carte des infrastructures et de l'occupation des sols de la commune en 2018 (CLC).

### Risques majeurs
Le territoire de la commune d'Estivaux est vulnérable à différents aléas naturels : météorologiques (tempête, orage, neige, grand froid, canicule ou sécheresse), inondations, feux de forêts, mouvements de terrains et séisme (sismicité très faible). Il est également exposé à deux risques technologiques,  le transport de matières dangereuses et la rupture d'un barrage, et à un risque particulier : le risque de radon. Un site publié par le BRGM permet d'évaluer simplement et rapidement les risques d'un bien localisé soit par son adresse soit par le numéro de sa parcelle.

#### Risques naturels
Certaines parties du territoire communal sont susceptibles d’être affectées par le risque d’inondation par débordement de cours d'eau, notamment la Vézère. La commune a été reconnue en état de catastrophe naturelle au titre des dommages causés par les inondations et coulées de boue survenues en 1982 et 1999,. Le risque inondation est pris en compte dans l'aménagement du territoire de la commune par le biais du plan de prévention des risques (PPR) inondation « Vézère », approuvé le 29 août 2002. 

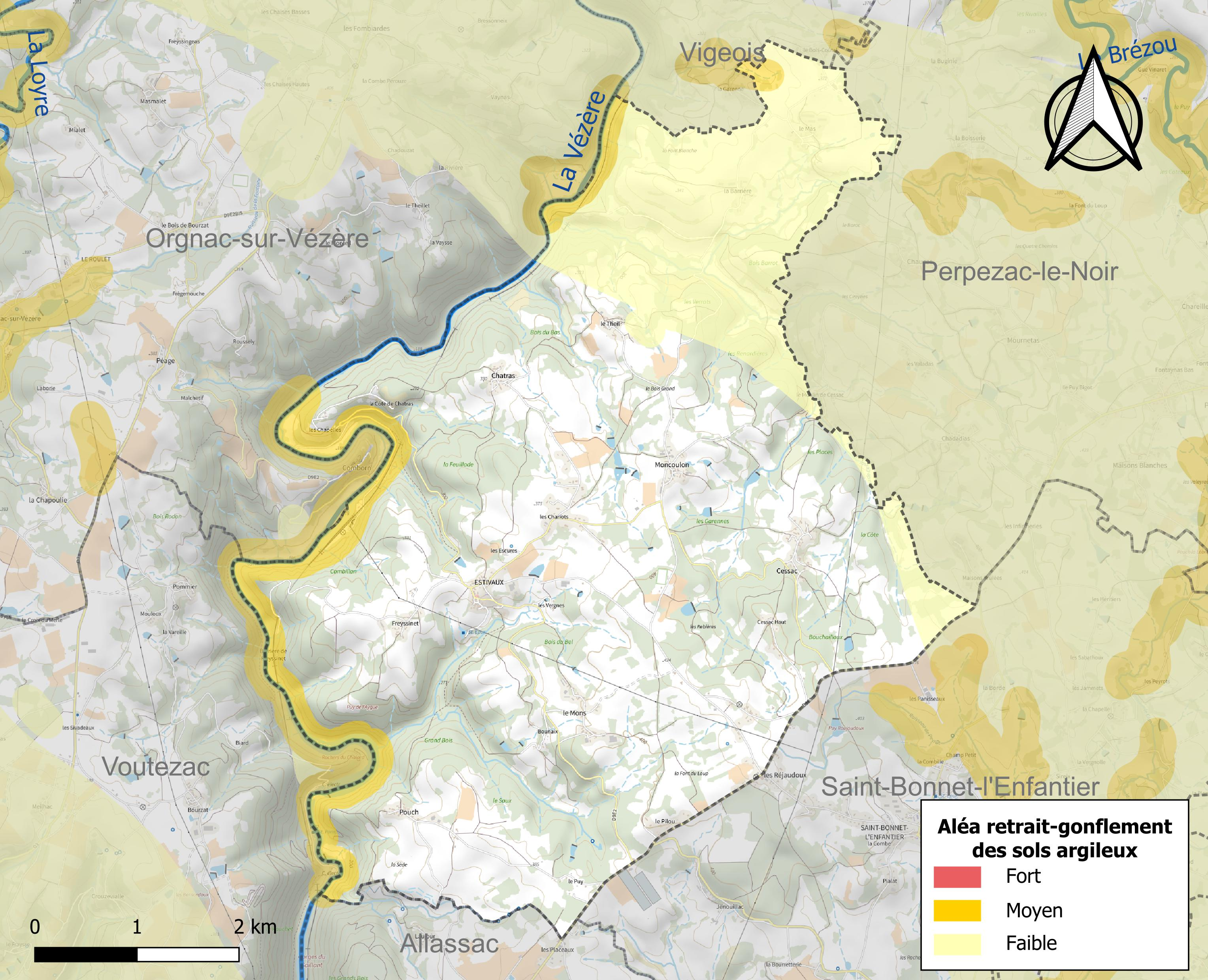
Carte des zones d'aléa retrait-gonflement des sols argileux d'Estivaux.

La commune est vulnérable au risque de mouvements de terrains constitué principalement du retrait-gonflement des sols argileux. Cet aléa est susceptible d'engendrer des dommages importants aux bâtiments en cas d’alternance de périodes de sécheresse et de pluie. 6,2 % de la superficie communale est en aléa moyen ou fort (26,8 % au niveau départemental et 48,5 % au niveau national). Sur les 224 bâtiments dénombrés sur la commune en 2019, six sont en aléa moyen ou fort, soit 3 %, à comparer aux 36 % au niveau départemental et 54 % au niveau national. Une cartographie de l'exposition du territoire national au retrait gonflement des sols argileux est disponible sur le site du BRGM,.
Concernant les feux de forêt, aucun plan de prévention des risques incendie de forêt (PPRIF) n’a été établi en Corrèze, néanmoins le code de l’urbanisme impose la prise en compte des risques dans les documents d’urbanisme. Le périmètre des servitudes d'utilité publique et des zones d'obligation légale de débroussaillement pour les particuliers est quant à lui défini pour la commune dans une carte dédiée. 
Concernant les mouvements de terrains, la commune a été reconnue en état de catastrophe naturelle au titre des dommages causés par des mouvements de terrain en 1999.

#### Risques technologiques
Le risque de transport de matières dangereuses sur la commune est lié à sa traversée par une infrastructure ferroviaire. Un accident se produisant sur une telle infrastructure est susceptible d’avoir des effets graves sur les biens, les personnes ou l'environnement, selon la nature du matériau transporté. Des dispositions d’urbanisme peuvent être préconisées en conséquence. 
La commune est en outre située en aval du barrage de Monceaux la Virolle, un ouvrage de classe A situé en Corrèze et disposant d'une retenue de 20,5 millions de mètres cubes. À ce titre elle est susceptible d’être touchée par l’onde de submersion consécutive à la rupture de cet ouvrage.

#### Risque particulier
Dans plusieurs parties du territoire national, le radon, accumulé dans certains logements ou autres locaux, peut constituer une source significative d’exposition de la population aux rayonnements ionisants. Certaines communes du département sont concernées par le risque radon à un niveau plus ou moins élevé. Selon la classification de 2018, la commune d'Estivaux est classée en zone 3, à savoir zone à potentiel radon significatif. 

## Toponymie
Du latin aestivalis, lieux d'estivage.

## Histoire
L'église
Il est question de l'église pour la première fois vers 1111 dans la chronique de Vigeois quand le moine qui l'a écrite rapporte l'assassinat d'Ebles II de Comborn par son oncle Bernard 1er devant celle-ci.
La paroisse eut pour patron saint Paul, vers 824, puis saint Martial et aujourd'hui saint Loup, évêque de Limoges. Le titulaire de l'église, selon l'Abbé Echamel, est saint Martial. Saint Martial évangélisa de bonne heure la contrée et passa dans le pays en se dirigeant vers Limoges. La renommée de ses miracles se répandit dans tout le pays et chacun voulut voir l'homme de Dieu qui opérait de si grands prodiges.
Le cimetière
Jadis, le cimetière était autour de l'église. On y enterra, toujours d'après la Monographie de l'Abbé Echamel, jusqu'à l'année 1817. Le niveau de la place a été considérablement abaissé. On enterrait même dans l'église. Pourtant, il a été interdit d'enterrer dans les églises depuis l'ordonnance du roi le 3 septembre 1778... sauf à Estivaux !
"le 12 mai 1816, en présence de Jacques Nauche, juge de paix à Vigeois, en vertu de l’arrêté du Conseil municipal du trois de ce mois, le conseil a examiné le susdit rapport en présence de M. Brunot, maire de cette commune, partie intéressée qui a assisté à la séance du conseil. Le conseil a ensuite demandé à M. Brunot s'il consentait à céder à la commune les dix ares et demie de terrain énoncés dans le susdit rapport*, en échange contre le lambeau de cimetière qu'il réclama dans la séance du trois de ce mois, sans qu'il soit fait aucun retour, quoique les dix ares et demie devaient excéder en valeur le susdit lambeau de cimetière de la somme de soixante francs. Ledit sieur Brunot a déclaré consentir au susdit échange sans aucun retour..."
* "une partie de la Chènevière appelée La Pradelle, située dans ledit bourg, au tènement de Lostanges, laquelle partie de la Chènevière appartient aux héritiers du sieur Brunot, bourgeois, confronte de deux cotés au restant de ladite chènevière, de l'autre coté à la chènevière des héritiers de Jean Porcher, dit la Serve, et d'autre coté à la chènevière de Jean Porcher, dit Reymond, qui contient 278 toises carrées, pacte fait en présence de Guillaume Boisserie, sonneur de cloches et de Pierre Masdupuy, journalier".
Le cahier de doléances de la paroisse d'Estivaux.
Le 15 décembre 1908 en fin d'après-midi, entre les gares d'Allassac et d'Estivaux, le train omnibus no 742 de Brive à Limoges, au départ de la gare d'Allassac, est percuté par le train de marchandises no 2320 dans le tunnel de Pouch, causant la mort de 15 personnes.

## Politique et administration

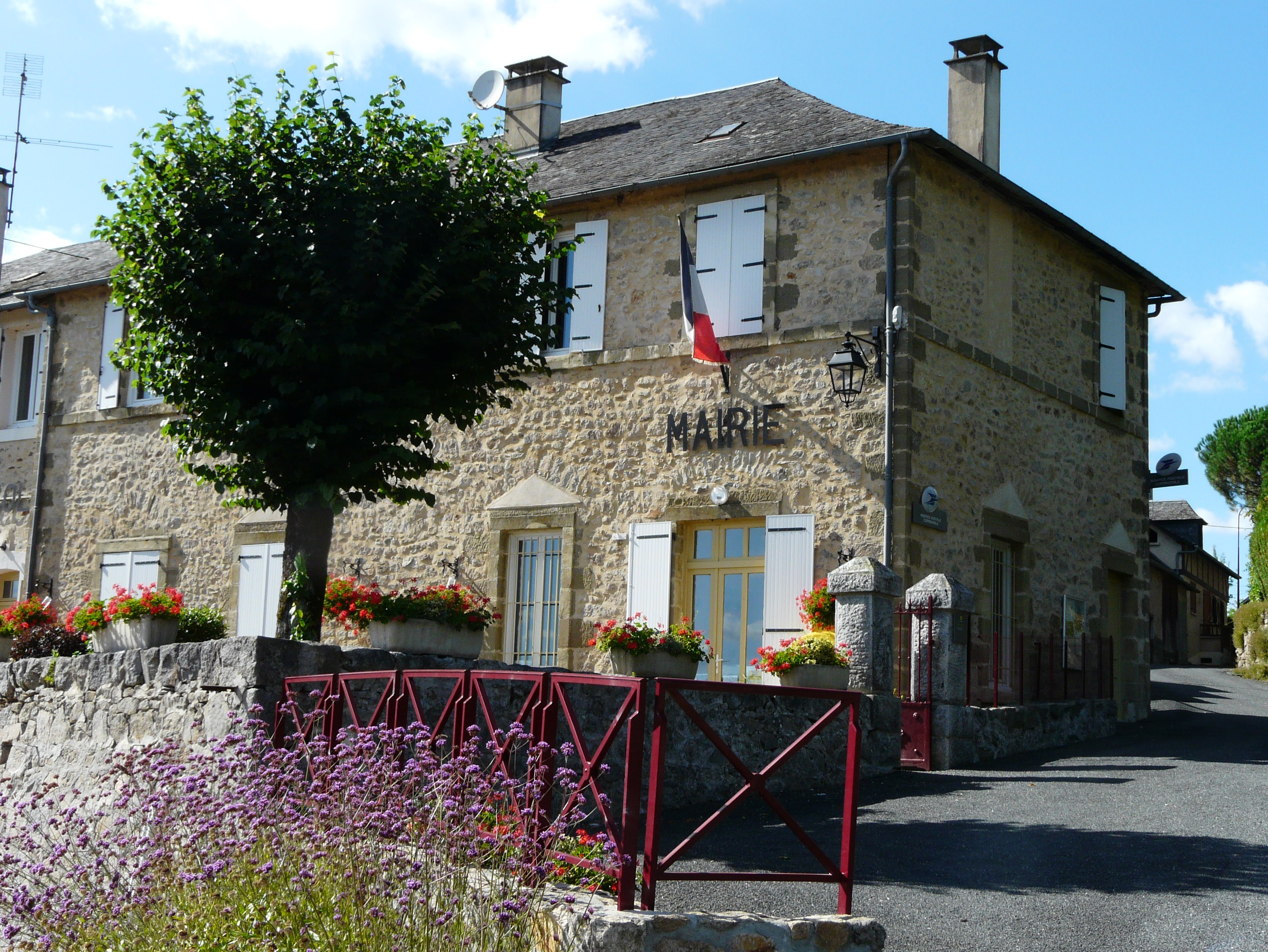
La mairie.

La commune a rejoint en 2014 la communauté d'agglomération du Bassin de Brive (CABB). Ce nouvel ensemble compte environ 107 000 habitants.
| Période   | Période   | Identité          | Étiquette | Qualité                          |
| --------- | --------- | ----------------- | --------- | -------------------------------- |
| mars 1977 | mars 2008 | Jacques Chastanet | PCF       |                                  |
| mars 2008 | mai 2020  | Alain Boisserie   | UMP-LR    | Agriculteur retraité             |
| mai 2020  | En cours  | Carlos Martinez   | SE        | Général d'aviation à la retraite |

## Population et société

### Démographie
L'évolution du nombre d'habitants est connue à travers les recensements de la population effectués dans la commune depuis 1793. Pour les communes de moins de 10 000 habitants, une enquête de recensement portant sur toute la population est réalisée tous les cinq ans, les populations de référence des années intermédiaires étant quant à elles estimées par interpolation ou extrapolation. Pour la commune, le premier recensement exhaustif entrant dans le cadre du nouveau dispositif a été réalisé en 2005.

En 2022, la commune comptait 408 habitants, en évolution de −4 % par rapport à 2016 (Corrèze : −0,59 %, France hors Mayotte : +2,11 %).
| 1793 | 1800 | 1806 | 1821 | 1831 | 1836 | 1841 | 1846 | 1851 |
| ---- | ---- | ---- | ---- | ---- | ---- | ---- | ---- | ---- |
| 713  | 664  | 689  | 820  | 798  | 863  | 844  | 884  | 863  |

| 1856 | 1861 | 1866 | 1872 | 1876 | 1881 | 1886  | 1891  | 1896 |
| ---- | ---- | ---- | ---- | ---- | ---- | ----- | ----- | ---- |
| 819  | 815  | 816  | 800  | 791  | 821  | 1 004 | 1 538 | 925  |

| 1901 | 1906 | 1911 | 1921 | 1926 | 1931 | 1936 | 1946 | 1954 |
| ---- | ---- | ---- | ---- | ---- | ---- | ---- | ---- | ---- |
| 900  | 850  | 808  | 822  | 730  | 674  | 622  | 600  | 567  |

| 1962 | 1968 | 1975 | 1982 | 1990 | 1999 | 2005 | 2006 | 2010 |
| ---- | ---- | ---- | ---- | ---- | ---- | ---- | ---- | ---- |
| 508  | 443  | 378  | 371  | 340  | 322  | 363  | 367  | 373  |

| 2015 | 2020 | 2022 | - | - | - | - | - | - |
| ---- | ---- | ---- | - | - | - | - | - | - |
| 416  | 412  | 408  | - | - | - | - | - | - |

### Enseignement
Sur la commune il existe une école comprenant 2 classes, en regroupement pédagogique avec la commune de Perpezac-le-Noir. Une garderie périscolaire permet aux parents d'élèves d'aller travailler sur le bassin de Brive.

## Économie
Commune rurale où prédominent l'agriculture et l'élevage, Estivaux héberge également quelques artisans, des hébergements de tourisme et de plus en plus d'habitants ayant une activité sur le bassin de Brive et choisissant de s'installer à la campagne.
Les principales activités concernent l'élevage de bovins (race Limousine, veau sous la mère), la pomiculture (principalement Golden, seule pomme AOP en France, mais aussi Gala, Chanteclerc,..), la production de fromages de chèvre, et dans une moindre mesure, de châtaignes. Sont actifs également un ferronnier, un menuisier, un éleveur de canard, un entrepreneur de travaux publics, un pisciniste,etc.

## Culture locale et patrimoine

### Lieux et monuments
- Église Saint-Martial, avec clocher-mur. L'une de ses cloches, datant de 1474, est classée au titre des monuments historiques[31], alors qu'un buste-reliquaire du XVIIe siècle en bois représentant saint Loup y est inscrit[32].
- Monument aux morts d'Estivaux[33].
- Dolmen de Pierrelevée.
- GR 46.
- Le château de Comborn, sur la commune voisine d'Orgnac-sur-Vézère est visible depuis un belvédère établi en bordure de la route départementale 9E2, à Estivaux, entre le bourg et le pont de Comborn.

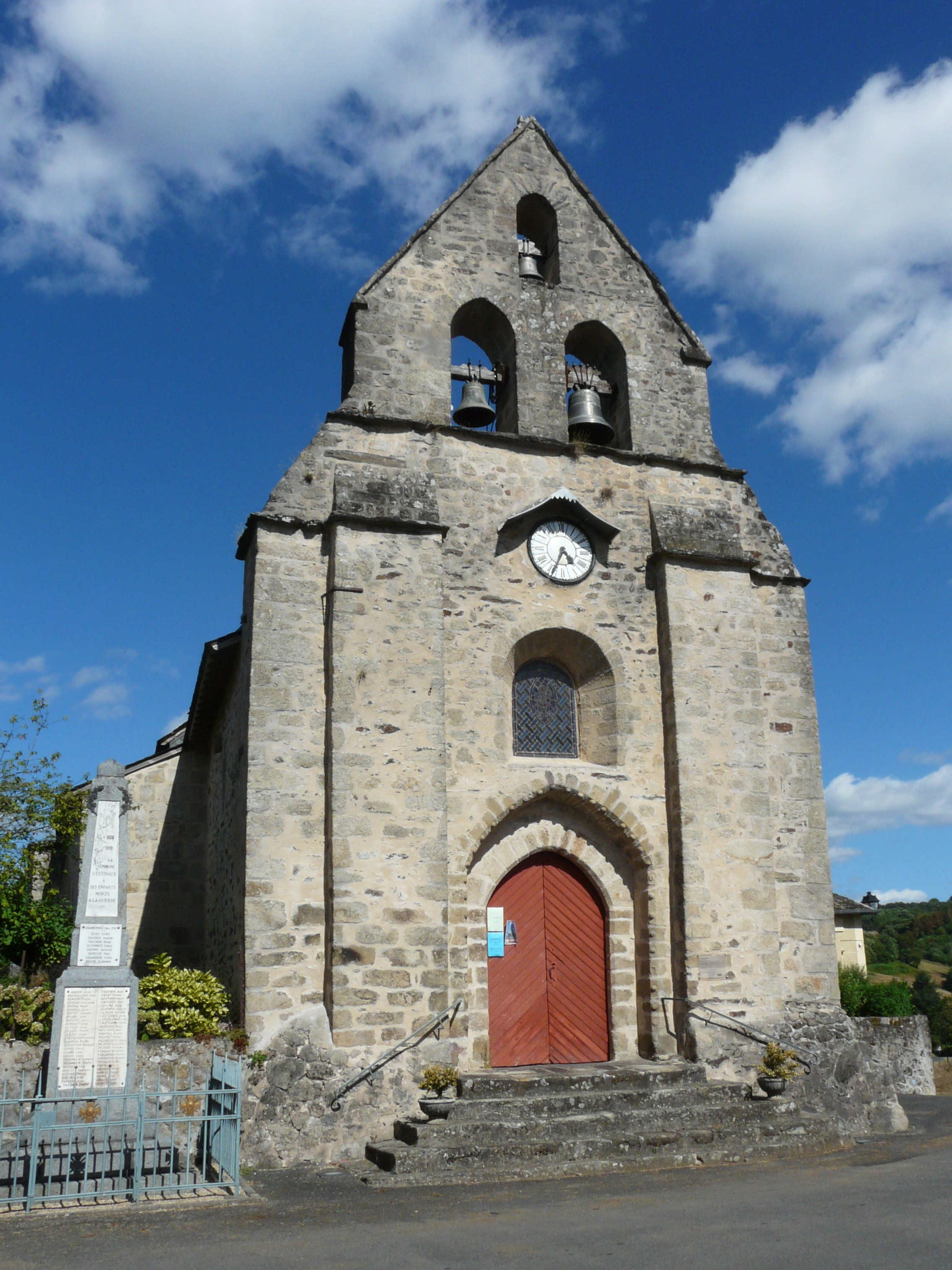
L'église Saint-Martial.
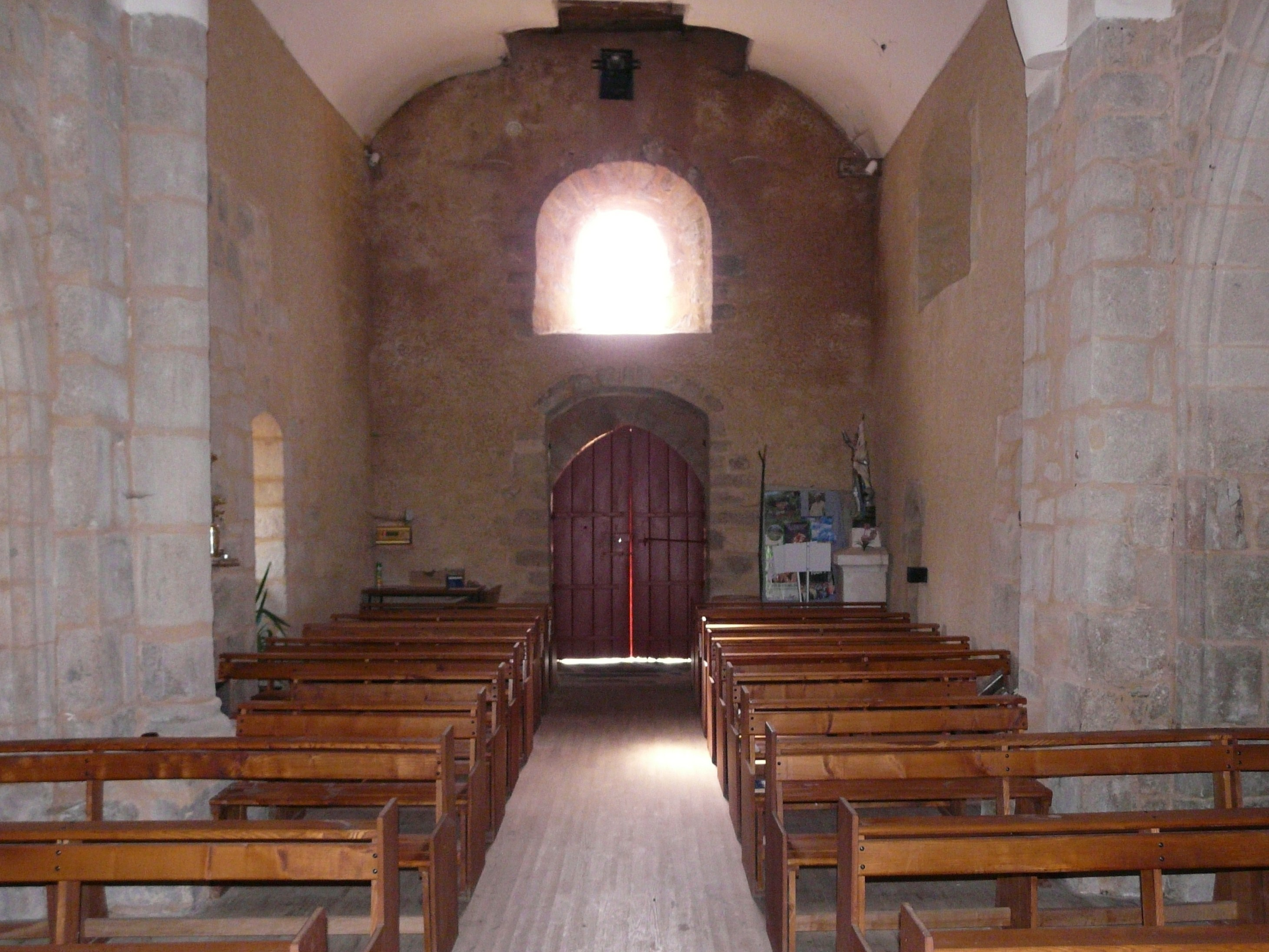
La nef.
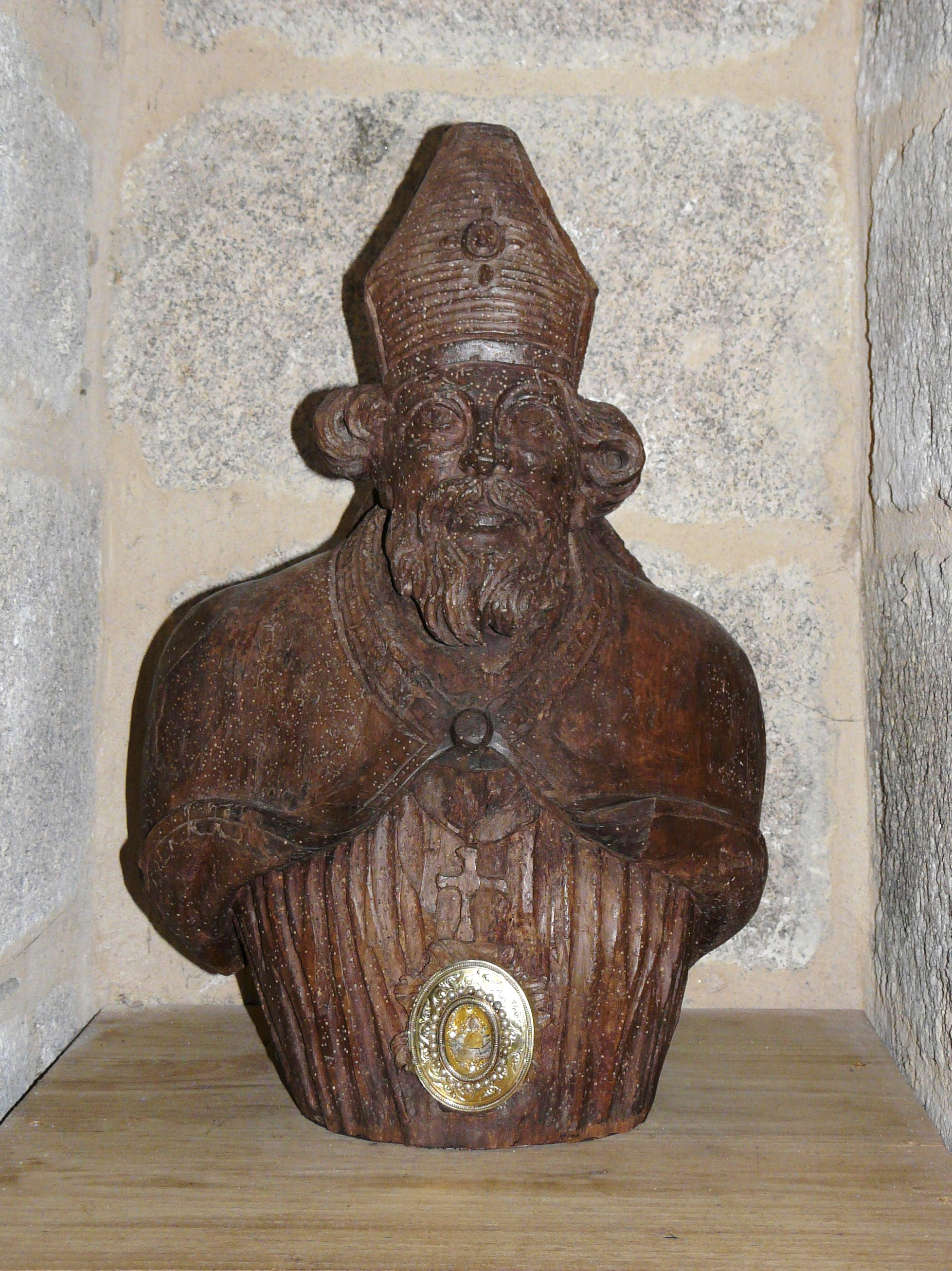
Buste-reliquaire représentant saint Loup.
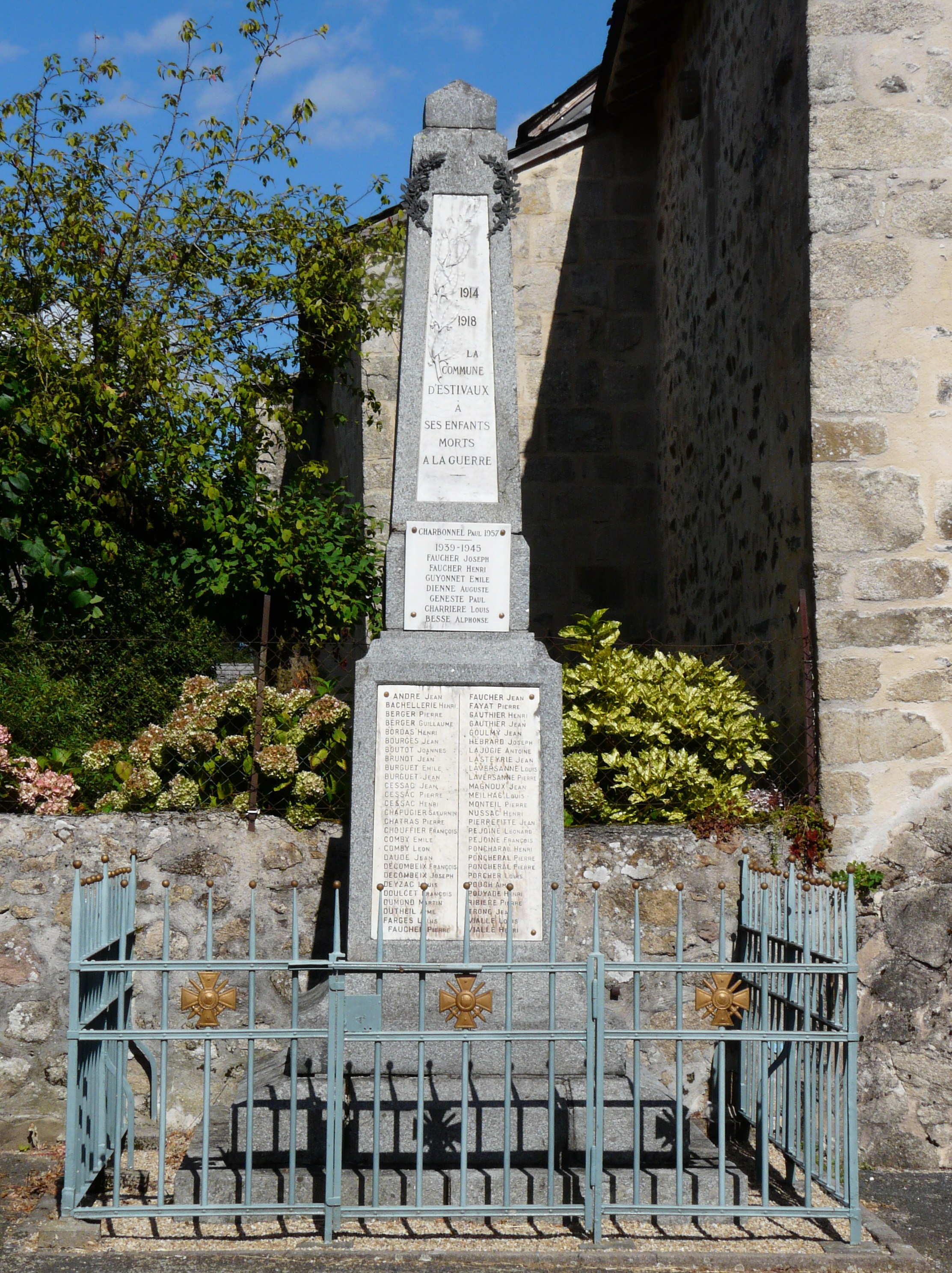
Le monument aux morts.
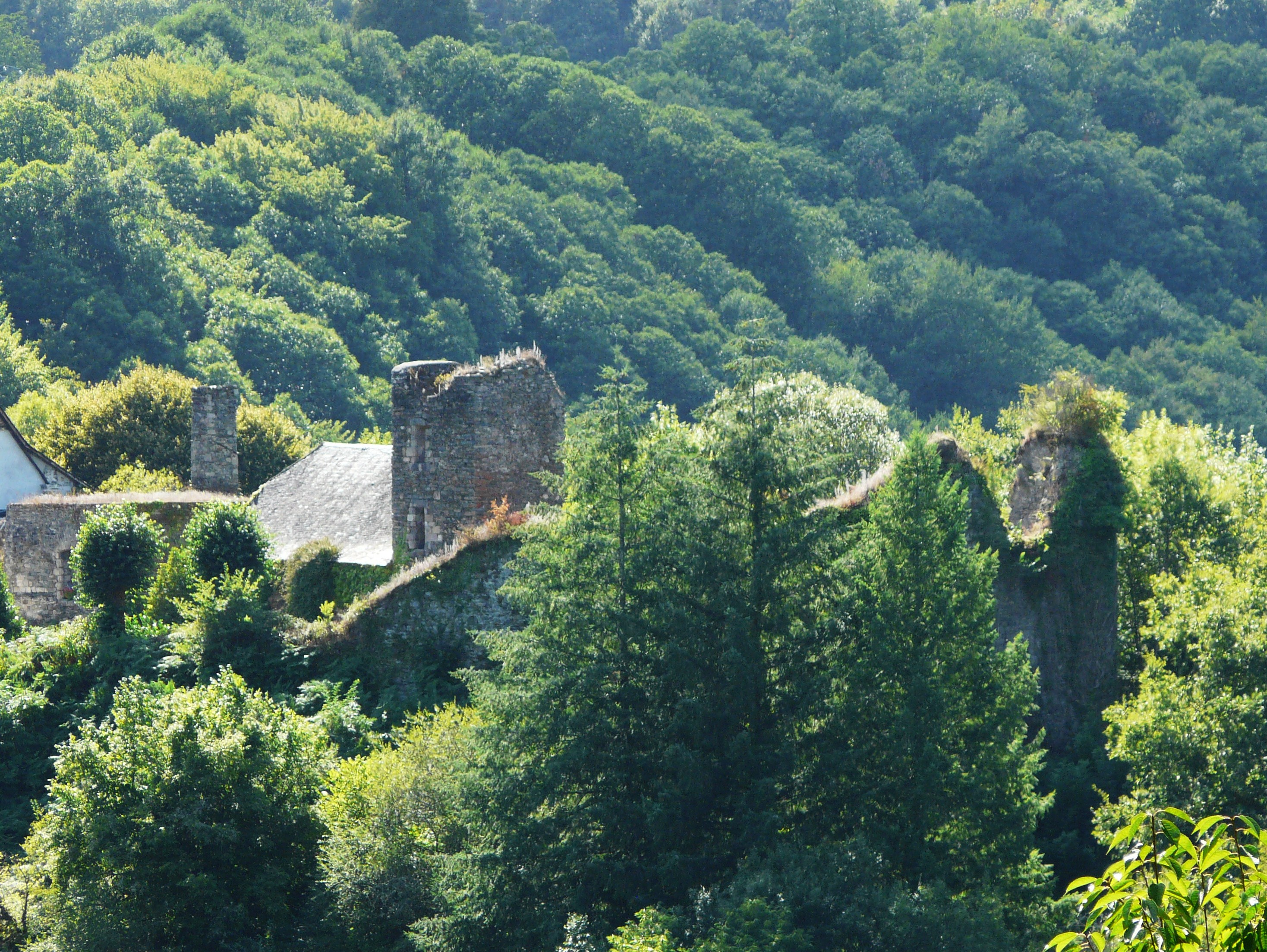
Les vestiges du château de Comborn, vus depuis le belvédère d'Estivaux.

### Personnalités liées à la commune
Mathilde Faucher,  la Résistante qui a caché deux enfants juifs pendant la guerre, reçoit le 24 janvier 2010 à Estivaux le titre de "Juste parmi les Nations". Elle est décédée à Brive le 4 août 2018, âgée de 105 ans.
L'abbé Marius Echamel, curé d'Estivaux, qui a publié la "Monographie d'Estivaux" en 1922 à destination de ses ouailles.

### Héraldique
| Blason de Estivaux | Blason  | Écartelé : aux 1er et 4e de gueules à la tour d'argent, aux 2e et 3e de gueules à la croix aiguisée d'argent cantonnée de quatre fleurs de lys d'or. |
| Blason de Estivaux | Détails | Armes des Dumas de Payzac. Blason voté le 24 mai 1981, à la suite de la proposition de l'héraldiste Robert Merceron.                                 |